# Harry Kelly

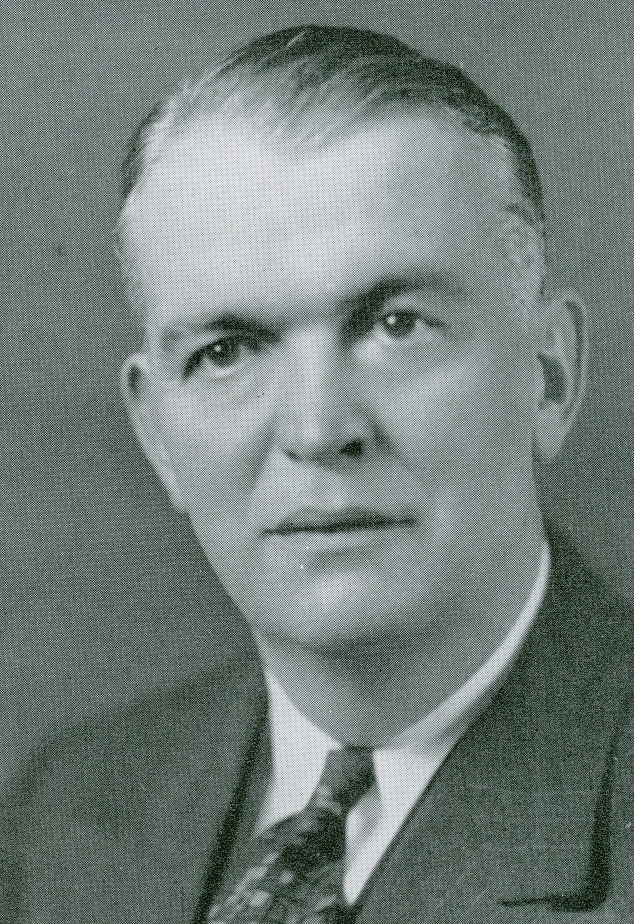
Harry Kelly.

Harry Francis Kelly, född 19 april 1895 i Ottawa, Illinois, död 8 februari 1971 i West Palm Beach, Florida, var en amerikansk republikansk politiker. Han var guvernör i delstaten Michigan 1943–1947.
Kelly avlade juristexamen vid University of Notre Dame, tog värvning i USA:s armé och sårades sedan svårt i slaget vid Château-Thierry i första världskriget. För insatserna i kriget dekorerades han med Croix de Guerre.
Kelly arbetade efter kriget som åklagare i LaSalle County 1920–1924 och grundade därefter tillsammans med fadern Henry och brodern Emmett advokatfirman Kelly, Kelly and Kelly. Han gifte sig 1929 med Anne V. O'Brien och paret fick sex barn.
Kelly var delstatens statssekreterare (Michigan Secretary of State) 1939–1943. Han efterträdde 1943 Murray Van Wagoner som guvernör och efterträddes 1947 av Kim Sigler.
Katoliken Kelly gravsattes på Holy Sepulchre Cemetery i Southfield i närheten av Detroit.